# Самора (провінція)
Самора (ісп. Zamora) — провінція на заході Іспанії розташована в автономному співтоваристві Кастилія і Леон. Адміністративний центр — місто Самора.